# Cristamonadida
Cristamonadida es un orden de protistas anaerobios, la mayoría parásitos o simbiontes de animales, incluido en Parabasalia. Las células son uninucleadas o multinucleadas, generalmente de tipo cariomastigonte, aunque puede ser acariomastigonte en algunos géneros multinucleados. Presentan de dos a miles de flagelos por mastigonte, con cinetosomas a menudo perdidos durante la división celular en las formas altamente flageladas. Algunas presentan cresta y varilla paraxonemal asociados al flagelo recurrente. El axostilo es ancestralmente de tipo Tritrichomonas, secundariamente adelgazado o reducido en algunas formas y con múltiple axostilos en las formas multinucleares. El cuerpo parabasal es simple o múltiple, con formas variadas de tipo elipsoide, varilla, en espiral o ramificado. 